# Эурику ди Ажияр Саллес (аэропорт)
Аэропорт Эурику ди Ажияр Саллес (порт. Aeroporto Eurico de Aguiar Salles) также известен под названием Аэропорт Витории (Aeroporto de Vitória), а также Аэропорт Гоябейраса (Aeroporto de Goiabeiras) (Код ИАТА: VIX) — главный бразильский аэропорт штата Эспириту-Санту (по-португальски Святой Дух), расположен в районе Гоябейрас (Goiabeiras) города Витория, в 10 км от центра города.
Аэропорт Эурику ди Ажияр Саллес расположен в континентальной части города. Обслуживает национальные и международные рейсы. Принимает самолёты среднего и большого класса, такие, как, Boeing 767, Boeing 737 и Fokker 100. Они обычно используются в качестве служебных самолётов и вертолётов аэропорта.
Производит прямые и ежедневные рейсы в аэропорты Конгоньяс (Сан-Паулу), Гуарульос (Сан-Паулу), Сантос-Дюмон (Рио-де-Жанейро), Галеан (Рио-де-Жанейро), Танкреду Невес (Белу-Оризонти), Бразилиа, Салвадор, Говернадор-Валадарис, Виракопус (Кампинас), Афонсу Пена (Куритиба), Маринга и Эдуарду Гомеш (Манаус).
Один из 32 аэропортов компании Infraero, который содержит международный терминал грузов. В мае 1999 года появилась первая международная линия перевозки в Майами, делая легкой работу импорта и экспорта товаров. Сегодня по этому маршруту выполняются пять еженедельных рейсов.
В настоящее время аэропорт считают одним из худших в Бразилии из-за того, что реформы и модернизации не проводились десятилетиями .

## История
Перед строительством аэропорта Витории рейсы в столицу, приземлялись в гидро-почте (hidro-posto), расположенной в старом центре города, в районе Санту-Антониу (Santo Antonio). В аэропорту Витории работали такие компании, как Panair, Syndicato Condor обслуживая национальные рейсы и Pan American на межконтинентальной линии Нью-Йорк-Буэнос-Айрес.
В 1930-х годах на месте, где в настоящее время находится аэропорт, работал аэроклуб столицы. Это место было выбрано для строительства взлётно-посадочной полосы под руководством инженера господина Карлуса Дуенка (Carlos Duenk). В 1942 году было начато строительство аэропорта.
В 1943 году был подготовлен проект расширения взлётно-посадочной полосы до 1500 метров в длину и 45 метров в ширину. Этот проект был объединён руководством министерства воздушных сил, и закончен в 1946 году, и в том же году был открыт аэропорт.
В 1978 году компанией Infraero был подготовлен завершённый проект переделки дорожного покрытия, который заключался в укреплении асфальта и расширении впп до 1750 метров в длину, а также укрепление бетона во внутреннем дворе (patio) парковки самолёта. Эти работы были закончены в 1979 году.

### Количество пассажиров
| Год           | Количество пассажиров |
| ------------- | --------------------- |
| 2003          | 1 174 290             |
| 2004          | 1 246 222             |
| 2005          | 1 517 578             |
| 2006          | 1 661 192             |
| 2007          | 1 894 540             |
| 2008          | 1 988 447             |
| 2009          | 2 342 283             |
| сентябрь 2010 | 1 906 622             |

## Авиалинии и направления
| Авиалинии | Назначения |
| --------- | --- |
| Azul      | Белу-Оризонти (Танкреду Невес) (с 01.12), Кампинас, Куритиба, Навегантис (с 01.12) и Салвадор.                                                                                               |
| Gol/Varig | Белу-Оризонти (Танкреду Невес), Бразилиа, Кампинас, Куритиба, Манаус, Маринга, Рио-де-Жанейро (Рио-де-Жанейро/Галеан и Сантос-Дюмон), Сан-Паулу (Конгоньяс/Сан-Паулу и Сан-Паулу/Гуарульос). |
| TAM       | Белу-Оризонти (Танкреду Невес), Бразилиа, Рио-де-Жанейро (Рио-де-Жанейро/Галеан и Сантос-Дюмон), Салвадор, Сан-Паулу (Конгоньяс/Сан-Паулу и Сан-Паулу/Гуарульос), Порту-Алегри,              |
| TEAM      | Макаэ, Рио-де-Жанейро (Сантос-Дюмон) |
| Trip      | Белу-Оризонти (Танкреду Невес) Ильеус, Салвадор, Усиминас, Говернадор-Валадарис, Порту-Сегуру, Куяба, Гояния                                                                                 |

### Грузовые
| Авиалинии          | Назначения                  |
| ------------------ | --------------------------- |
| ABSA Cargo Airline | Кампинас, Куритиба и Майами |
| LAN Cargo          | Кампинас и Сантьяго         |